# Invencible (serie de televisión)
Invincible (en español, Invencible) es una serie web de animación para adultos estadounidense, basada en el personaje homónimo creado por Robert Kirkman, Cory Walker y Ryan Ottley, que se estrenó en Prime Video el 25 de marzo de 2021. Es producida por Skybound Entertainment y protagonizada por Steven Yeun, Sandra Oh y J. K. Simmons. La serie sigue a Mark Grayson, de 17 años y su transformación en un superhéroe bajo la guía de su padre Omni-Man, también conocido como Nolan Grayson, el superhéroe más poderoso del planeta. Durante su transformación, Mark se encuentra luchando entre su vida personal y sus deberes de superhéroe, donde se verá obligado a demostrar que puede ser el héroe que es su padre.
Tras su lanzamiento, la serie recibió elogios de la crítica, con elogios por su animación, secuencias de acción e historia. En abril de 2021, la serie fue renovada para una segunda y tercera temporada.La segunda temporada se estrenó el 3 de noviembre de 2023.La tercera temporada se estrenó el 6 de febrero de 2025. El 21 de julio de 2023, Amazon lanzó un especial de precuela titulado Invincible: Atom Eve.

## Premisa
Mark Grayson es un adolescente normal, excepto por el hecho de que su padre Nolan es Omni-man, el superhéroe más fuerte del planeta tierra. Poco después de su decimoséptimo cumpleaños, Mark comienza a desarrollar sus propios poderes y entra en la tutela de su padre. A medida que Mark utiliza sus poderes, descubre que el legado de su padre no es tan heroico como parece.

## Elenco de voces

### Familia Grayson
- Steven Yeun como Mark Grayson / Invencible
- Sandra Oh como Debbie Grayson
- J.K. Simmons como Nolan Grayson / Omni-Man.

### Guardianes del Globo/de la Tierra

#### Nueva nómina
- Gillian Jacobs como Samantha Eve Wilkins / Atom Eve
- Zachary Quinto como Rudy Connors / Robot
- Jason Mantzoukas como Rex Sloan / Rex Splode
- Malese Jow como Kate Cha / Dupli-Kate
- Grey Griffin como Shrinking Rae
  - Griffin también proporciona la voz de Amanda / Monster Girl
  - Griffin no es acreditada por la voz de Olga
  - Griffin también no es acreditada por la voz de la madre de Eve
- Khary Payton como Black Samson
  - Payton también da voz a un astronauta de la expedición a Marte
  - Payton también hace la voz de Kyle

#### Miembros originales
- Lauren Cohan como Holly / War Woman
- Sonequa Martin-Green como Green Ghost
- Chad Coleman como Martian Man
- Michael Cudlitz como Josef / Red Rush
- Lennie James como Darkwing
- Ross Marquand como Immortal
  - Marquand también da voz a Aquarius
  - Marquand también da voz a Bi-Plane y Kursk

### Agencia de Defensa Global
- Walton Goggins como Cecil Stedman
- Chris Diamantopoulos como Donald Ferguson
  - Diamantopoulos también da voz al supervillano Doc Seismic

### Otros personajes
- Seth Rogen como Allen, el alien
- Andrew Rannells como William Clockwell
- Zazie Beetz como Amber Bennett
- Clancy Brown como Damien Darkblood
  - Brown también da voz a Bryant
- Kevin Michael Richardson como los gemelos Mauler
  - Richardson también da voz al líder Flaxano
- Mark Hamill como Art Rosenbaum
- Mahershala Ali como Titan
- Nicole Byer como Vanessa y Fiona
- Mae Whitman como Fightmaster y Dropkick
  - Whitman también da voz a Connie
  - Whitman también da voz a una modelo para la que Green Ghost hace sesiones de fotos
- Christian Convery como Oliver Grayson
  - Burkholder también da voz a Matt
- Michael Dorn como Thokk / Battle Beast
- Ezra Miller como D.A. Sinclair
- Jeffrey Donovan como Machine Head
- Jonathan Groff como Rick Sheridan
- Fred Tatasciore como Kill Cannon
  - Tatasciore también da voz a uno de los socios de Titan y a un profesor universitario
  - Tatasciore también da voz a Adam
- Jon Hamm como Steve
- Sean Patrick Thomas como el compañero de trabajo de Steve
- Djimon Hounsou como el emperador marciano
- Justin Roiland como Doug Cheston
- Reginald VelJohnson como Director Winslow
  - VelJohnson también da voz a Tether Tyrant
  - VelJohnson también da voz al científico del ADG

## Episodios
| Temporada | Temporada | Episodios | Episodios           | Emisión original       | Emisión original        |
| Temporada | Temporada | Episodios | Episodios           | Primera emisión        | Última emisión          |
| --------- | --------- | --------- | ------------------- | ---------------------- | ----------------------- |
|           | 1         | 8         | 8                   | 25 de marzo de 2021    | 29 de abril de 2021     |
|           | Especial  | Especial  | Especial            | 21 de julio de 2023    | 21 de julio de 2023     |
|           | 2         | 8         | 4                   | 3 de noviembre de 2023 | 24 de noviembre de 2023 |
| 4         | 2         | 8         | 14 de marzo de 2024 | 4 de abril de 2024     |                         |
|           | 3         | 8         | 8                   | 6 de febrero de 2025   | 13 de marzo de 2025     |

### Temporada 1 (2021)
| N.º en serie | N.º en temp. | Título                                                                    | Dirigido por   | Escrito por     | Fecha de emisión original |
| --- | ------------ | ------------------------------------------------------------------------- | -------------- | --------------- | ------------------------- |
| 1 | 1            | «It’s About Time» «Ya era hora»                                           | Robert Valley  | Robert Kirkman  | 26 de marzo de 2021       |
| Cuando unos enormes científicos villanos, los gemelos Mauler, atacan la Casa Blanca, son repelidos por los Guardianes del Globo y Nolan Grayson / Omni-Man. El hijo de Nolan, Mark, que está esperando a que surjan sus poderes, va a la escuela y defiende a su compañera Amber Bennett del matón Todd, que se venga golpeando a Mark contra el suelo hasta que Amber lo salva. Más tarde, los superpoderes de Mark finalmente emergen y termina el trabajo para contárselo a sus padres en la cena. Aunque al principio Nolan se muestra inseguro, comienza a entrenar a Mark en el uso de los mismos. Sin embargo, queriendo enfatizar la gravedad de ser un superhéroe, Mark es sorprendido por su padre dando un puñetazo demasiado fuerte. Sintiéndose herido emocional y físicamente, Mark se desahoga deteniendo un robo con un traje casero. Tras una charla con su padre, Nolan lleva a Mark a conocer al sastre Art Rosenbaum, que crea un traje de superhéroe adecuado para Mark tras elegir llamarse «Invencible». Más tarde, Nolan atrapa a los Guardianes y los mata vilmente a todos antes de caer inconsciente al sufrir los daños de sus resistencias. |              |                                                                           |                |                 |                           |
| 2 | 2            | «Here Goes Nothing» «Aquí vamos»                                          | Paul Furminger | Simon Racioppa  | 26 de marzo de 2021       |
| La clandestina Agencia de Defensa Global (ADG) atiende a un Nolan comatoso en su hospital secreto, pero no consigue reanimar a los Guardianes, por lo que el director Cecil Stedman informa a Mark y su madre, Debbie. Mientras alienígenas extradimensionales llamados Flaxanos atacan, Mark ayuda al Equipo Adolescente a contener su ejército hasta que los Flaxanos envejecen rápidamente y se retiran. El líder del Equipo Adolescente, «Robot», deduce que esto se debe a una diferencia de dilatación temporal entre el mundo natal de los Flaxanos y la Tierra. Cuando Mark reconoce a Atom Eve como su compañera de clase Samantha Eve Wilkins, comparten sus identidades y se hacen amigos. Los Flaxanos regresan con tecnología antienvejecimiento, pero Mark y el Equipo Adolescente los destruyen, forzando una nueva retirada. Los Flaxanos regresan una vez más y casi tienen éxito hasta que un recuperado Nolan los obliga a volver a su mundo natal, donde los devasta en represalia antes de regresar cuando se conoce la noticia de la muerte de los Guardianes. Mientras tanto, Mark se enfrenta a Allen, el alienígena, que quiere poner a prueba las defensas de la Tierra. Pidiendo un tiempo muerto para hablar y conocer la misión de Allen, Mark corrige su malentendido de «Tierra» por otro planeta, «Urath». Allen se marcha, despidiéndose amistosamente. Al mismo tiempo, el detective demonio Damien Darkblood investiga las muertes de los Guardianes, con la teoría de que el asesino estaba entre los héroes.                   |              |                                                                           |                |                 |                           |
| 3 | 3            | «Who You Calling Ugly?» «¿A quién llamas feo?»                            | Jeff Allen     | Chris Black     | 26 de marzo de 2021       |
| Tras un funeral televisado, los Grayson asisten al entierro privado de los Guardianes con sus seres queridos, donde Darkblood interroga a Nolan en privado y deja entrever sus sospechas. Stedman encarga a Robot que forme una nómina de Nuevos Guardianes de su elección, dado su manejo de las invasiones de los Flaxanos. Robot fusiona el Equipo Adolescente con Chica Monstruo, Black Samson y Shrinking Rae. Sin embargo, Eve renuncia inmediatamente, aún resentida con su compañero de equipo, Rex Splode, al haberle atrapado engañándola con su compañera, Dupli-Kate, tras volver del funeral. Cuando Mark consigue el número de Amber organiza una «cita de estudio», que se interrumpe durante una hora para ayudar a Eve a impedir que Doctor Sísmico ataque el Monte Rushmore. A pesar de la espera, Amber se queda para su cita. Cuando Rex intenta disculparse con Eve, ella se niega a aceptar y va a buscar a Mark, descubriéndolo con Amber, y se marcha sin ser vista. Con la ayuda invisible de Robot, los gemelos Mauler escapan de su celda en la ADG, aunque uno sacrifica al otro. Cuando Darkblood interroga a Debbie, descubre que Nolan ha compartido poco con ella. Este encuentro la hace sospechar de Nolan, que percibe la presencia persistente de Darkblood. |              |                                                                           |                |                 |                           |
| 4 | 4            | «Neil Armstrong, Eat Your Heart Out» «Neil Armstrong, muérete de envidia» | Jeff Allen     | Ryan Ridley     | 2 de abril de 2021        |
| Enfadada porque la ADG aún no ha capturado al asesino de los Guardianes, la viuda de Red Rush, Olga, contrata a Debbie para que venda su casa y pueda regresar a Moscú. Stedman pide a Nolan que proteja la primera misión tripulada a Marte, pero este se niega alegando sus responsabilidades en la protección de la Tierra, por lo que Mark se ofrece como voluntario. A pesar del éxito del aterrizaje, la falta de atención de Mark permite a los marcianos secuestrar a los astronautas. El emperador marciano ordena su ejecución para evitar que parásitos lleguen a la Tierra y destruyan el universo. Mark se apresura a evacuar a los astronautas y su transbordador, sin darse cuenta de que un parásito ha infectado a uno de ellos. Mientras tanto, Nolan y Debbie se van de vacaciones a Roma para reavivar su relación y él recupera manipuladoramente la confianza de ella con medias verdades. Stedman se da cuenta de que Nolan es el asesino, pero no puede actuar hasta que deduzca su motivo. Sabiendo que no abandonará el caso, Stedman destierra a Darkblood al infierno, sin saber que el detective escondió su libreta en el armario de Debbie. Mientras el Mauler sobreviviente comienza a clonarse a sí mismo, Robot supervisa sus progresos y métodos antes de robar una muestra de ADN de Rex para presentársela a su verdadero yo, el deformado Rudy Connors. |              |                                                                           |                |                 |                           |
| 5 | 5            | «That Actually Hurt» «Eso me dolió»                                       | Jeff Allen     | Christine Lavaf | 9 de abril de 2021        |
| Después de que Debbie encuentra el cuaderno de notas de Darkblood, sus persistentes sospechas vuelven a aparecer y localiza el supertraje ensangrentado de Nolan mientras él está ausente. Después de que Black Samson sermonee a sus compañeros de equipo sobre el abandono de civiles debido a sus luchas internas, Robot se acerca en secreto a los restaurados gemelos Mauler con una oferta de trabajo. Mientras tanto, Mark promete ayudar a Amber en un comedor social en el que es voluntaria como recompensa por sus actividades como Invencible, lo que lo hace llegar tarde y arruina su confianza en él. Sin embargo, también debe ayudar al matón superpoderoso Titán a derrotar a su jefe, Cabeza de Máquina, que predijo su ataque y contrató a varios villanos para su seguridad. Los Guardianes llegan para ayudar pero son abrumados y brutalmente atacados por Thokk, Battle Beast, que se marcha disgustado por la ignominia de la batalla al ver a los otros villanos rápidamente derrotados. La ADG detiene a Cabeza de Máquina y evacua médicamente a Mark y los demás, lo que permite a Titán hacerse cargo de la operación de Cabeza de Máquina. Eve también se ofrece como voluntaria junto a Amber, ya que necesita orientación tras dejar de ser una superheroína. Sin embargo, se marcha cuando Stedman la llama para informarle de la hospitalización de Mark. En otro lugar, los científicos de la ADG analizan muestras de sangre de Mark, descubriendo que las células son invulnerables a todas las pruebas letales que realizan. |              |                                                                           |                |                 |                           |
| 6 | 6            | «You Look Kinda Dead» «Te ves muy mal»                                    | Paul Furminger | Curtis Gwinn    | 16 de abril de 2021       |
| Humilde por su recuperación de una semana, Mark hace las paces con Amber antes de que ambos acompañen a su mejor amigo, William Clockwell, en una visita de fin de semana a la Universidad de Upstate para ver a su exnovio, Rick Sheridan. Sin embargo, uno de los experimentos de ciborgs del científico loco D. A. Sinclair escapa y lucha contra Mark antes de suicidarse, durante lo cual William deduce la identidad de Invencible. Amber rompe con Mark, pensando que huyó durante el ataque del ciborg, y este sacrifica la reconciliación para rescatar a William de Sinclair. Al ver a Rick convertido en un ciborg, las súplicas de ayuda de William permiten a Rick superar su alteración para ayudar a Mark a ganar. Tras el arresto de Sinclair, Stedman se interesa por su tecnología. Mientras tanto, Debbie hace que Rosenbaum examine el traje ensangrentado de Nolan, confirmando que este mató a los Guardianes. Ambos acuerdan con temor guardar silencio, pero la revelación hace que Debbie caiga en una depresión por embriaguez y la lleva a enfrentarse a Nolan. Habiendo estudiado su biología de antemano, Robot reúne ingredientes mágicos para curar a Chica Monstruo. Mientras los gemelos Mauler siguen cultivando un cuerpo para Robot, también exhuman el cadáver de Inmortal, planeando resucitarlo como su guardaespaldas embelesado en caso de que Robot los traicione. Al mismo tiempo, Eve es inspirada por Amber para saltarse la universidad y utilizar sus poderes en tareas humanitarias directas.                       |              |                                                                           |                |                 |                           |
| 7 | 7            | «We Need to Talk» «Tenemos que hablar»                                    | Jeff Allen     | Simon Racioppa  | 23 de abril de 2021       |
| Después de que Debbie se traslada a la ADG, Cecil le explica la verdad antes de que ambos sean testigos de cómo Nolan mata a Donald y varios agentes de la ADG. Añadiendo una actualización del enlace neural, el clon de «Rudy» eutanasia a regañadientes a su progenitor. Pagando y traicionando a los Mauler, el nuevo Rudy parte hacia una convocatoria de los Guardianes. Se explica ante el equipo, que queda sorprendido por las revelaciones de Rudy antes de conocer la verdad de Omni-Man y darse cuenta del destino de sus predecesores. Cecil gana tiempo hablando con Nolan antes de retirarse para desplegar a los ciborgs de Sinclair y un Kaiju modificado para matarlo. Como Amber no se inmuta cuando Mark le revela su identidad de superhéroe, que ha deducido semanas antes, lo deja, ya que nunca había confiado en ella. Mark busca la sabiduría de Eve, pero ella critica severamente su comportamiento egoísta. Cuando ambos interceptan la lucha de Nolan con el Kaiju, Cecil llama a Eve para que abandone a Mark y se reúna con los Guardianes. Justo cuando los Mauler reviven a Inmortal, este vuela para luchar contra Omni-Man y vengar la masacre de su equipo mientras Mark somete por poco al Kaiju. Helicópteros de noticieros captan a Omni-Man matando a Inmortal en una transmisión mundial en vivo antes de que Nolan finalmente pida hablar con un desconcertado Mark. |              |                                                                           |                |                 |                           |
| 8 | 8            | «Where I Really Come From» «Mi verdadero lugar de origen»                 | Jeff Allen     | Robert Kirkman  | 30 de abril de 2021       |
| Después de revelarse a sí mismo como un infiltrado del Imperio Viltrumita con la misión de conquistar la Tierra, Nolan fracasa en su intento por convencer a invincible de unirse a él y lo somete mientras devasta la ciudad de Chicago matando a miles en el proceso, A pesar de ser golpeado hasta casi morir, Mark hace que Nolan recuerde el amor por su familia. Incapaz de reconciliarse con sus deberes, Nolan con lágrimas en los ojos abandona la Tierra, Los guardianes y Eve se movilizan a Chicago para ayudar conforme el mundo se entera de la traición de Nolan mientras que Cecil ayuda a Debbie y a Mark a fingir la muerte como civil de Nolan. Una devastada Debbie comparte una bebida con un devastado Rosenbaum mientras que Mark y Amber reconstruyen su relación después de su recuperación de 2 semanas. Mientras que Amber y William descubren que Eve es una superheroina, Cecil envía a Mark a interceptar a Allen a quien actualiza sobre los recientes eventos, Allen advierte a Mark que los Viltrumitas vendrán por la Tierra debido a que Nolan abandonó su misión, pero él piensa que Mark puede ayudar a la coalición a detener la expansión de los Viltrumitas. Mientras Mark planea terminar la preparatoria, los Maulers son arrestados e Inmortal se recupera bajo la protección de la GDA. Varios villanos vistos a lo largo de la temporada conspiran para regresar mientras que Cecil ordena a Sinclair hacer una producción masiva de Reanimen como tropas de contención.                                               |              |                                                                           |                |                 |                           |

### Especial (2023)
| N.º | Título                 | Dirigido por   | Escrito por                  | Fecha de emisión original |
| --- | ---------------------- | -------------- | ---------------------------- | ------------------------- |
| 9 | «Invincible: Atom Eve» | Haylee Herrick | Helen Leigh & Robert Kirkman | 21 de julio de 2023       |
| Hace dieciocho años, el científico del gobierno Dr. Elias Brandyworth desobedece a su superior, Steven Erickson, y se marcha con una mujer embarazada moribunda llamada Polly, que da a luz a un poderoso superhumano. Cumpliendo los deseos de Polly, Brandyworth intercambia a su hijo con el recién nacido fallecido de los Wilkins para que pueda crecer con una familia normal como Samantha Eve Wilkins. Al crecer, Eve demostró tener un gran conocimiento sobre las moléculas y fue admitida en una escuela para académicos, pero anhelaba una vida normal. Después de descubrir sus poderes de transmutación, la transfieren de regreso a la escuela pública por reprobar. Mientras intenta convertirse en heroína, se encuentra con Brandyworth, una persona sin hogar, que le revela sus orígenes como un proyecto del gobierno y le advierte que no use sus poderes. Más tarde lucha contra un grupo de niños deformes que el gobierno creó en medio de intentos fallidos de recrearla. Después de que los niños mueren, Erickson captura a Eve, Brandyworth y Polly, con la intención de usarlas para crear mejores armas. En la pelea que sigue, Erickson mata a Brandyworth y Polly. Enfurecida, Eve supera la barrera mental que le impedía transmutar materia viva y borra los recuerdos de Erickson. Regresa a casa y encuentra a sus padres molestos con ella por no ser normal. |                        |                |                              |                           |

### Temporada 2 (2023-2024)
| Parte 1 |   | |                |                |                         |
| 10 | 1 | «A Lesson for Your Next Life» «Una lección para tu próxima vida»                                          | Sol Choi       | Simon Racioppa | 3 de noviembre de 2023  |
| En una Tierra alternativa devastada donde Mark se puso del lado de Nolan, el científico Angstrom Levy escapa a través de un portal misterioso. Un mes después de la partida de Nolan, Mark continúa luchando con la traición de su padre mientras desempeña sus deberes como Invencible. Cecil nombra al Inmortal revivido para suceder a Rudy como líder de los Guardianes y agrega un nuevo héroe llamado Bulletproof a sus filas. Los Maulers escapan de la prisión con la ayuda de su versión de Angstrom, quien les asigna la tarea de construir un dispositivo capaz de transferirle los recuerdos de varias variantes de sí mismo del universo alternativo para que pueda usar su conocimiento colectivo para avanzar en la tecnología de la Tierra y salvar otros planetas. Cecil envía a Mark a detener a los Maulers cuando comienzan el proceso, lo que obliga a Angstrom a usar sus poderes multiversales para convocar variantes de los Maulers, que casi matan a Mark en contra de sus deseos. Angstrom detiene la transferencia prematuramente, provocando una explosión, a la que sobreviven Mauler, Mark y un Angstrom horriblemente marcado. Enloquecido por los recuerdos de sus variantes de sus versiones de Invencible y Omni-Man, Angstrom jura vengarse de Mark y escapa.                                                                                                  |   | |                |                |                         |
| 11 | 2 | «In About Six Hours, I Lose My Virginity to a Fish» «En seis horas voy a perder mi virginidad con un pez» | Ian Abando     | Matt Lambert   | 10 de noviembre de 2023 |
| Mientras se gradúa, Mark derrota a Doc Seismic y sus Magmanitas. Durante el verano, la tensión crece entre él y Debbie después de que ella se da cuenta de que él solo continúa su trabajo como Invencible y trabaja para Cecil para evitar el legado de Nolan. Se enfrenta a Cecil, durante el cual descubre que Donald está vivo y luego sufre una crisis nerviosa por los continuos recordatorios de Nolan. Después de convertir un terreno baldío en un parque, Eve discute con su padre, creyendo que él no puede aceptar que ella pueda ayudar con sus poderes. Sin embargo, el parque se derrumba debido a que estaba construido en un terreno inestable, aunque no se produjeron víctimas. El polizón marciano, que había tomado el lugar del astronauta Rus Livingston, se inspira en el miembro original de Guardian, Martian Man, para convertirse en el superhéroe Shapesmith y unirse a los Guardianes actuales. Después de encontrar y derrotar a Darkwing II, Cecil asigna a Mark para apaciguar a los atlantes por la muerte del miembro original de Guardian, Aquarus. En medio de una prueba de combate, Mark lucha contra un kaiju, pero resulta herido por su rugido. No obstante, salva a los atlantes en contra de las órdenes de Cecil. Angstrom viaja a una Tierra alternativa donde Mark fue capturado por la GDA para obtener información sobre cómo derrotar a la suya. |   | |                |                |                         |
| 12 | 3 | «This Missive, This Machination!» «Esta misiva, esta maquinación»                                         | Tanner Johnson | Adria Lang     | 17 de noviembre de 2023 |
| En flashbacks, el mundo natal de Allen, Unopa, fue atacado por los Viltrumitas, lo que llevó a su gente a unirse a la Coalición para detenerlos y criarlo para convertirse en el Unopan más fuerte. En el presente, Allen discute sus hallazgos de la Tierra con la Coalición, explicando que Mark no está afiliado a Viltrum y que Nolan abandonó la Tierra. A pesar del escepticismo de varios miembros, el líder de la Coalición, Thaedus, apoya a Allen, creyendo que poseen una ventaja, antes de encargarle en secreto la tarea de erradicar a un topo viltrumita dentro de sus filas. Sin embargo, después de que Allen es atacado por tres Viltrumitas que exigen información sobre Mark, la Tierra y Nolan, Thaedus termina en secreto su soporte vital. Al mismo tiempo, Mark asiste a la universidad y conoce a un alienígena insectoide que cambia de forma del planeta Thraxa y que afirma que su gente está en peligro. Al llegar, Mark se reencuentra inesperadamente con Nolan, quien se ha convertido en el gobernante de Thraxa. Debbie se une a un grupo de apoyo para cónyuges de superhéroes, solo para ser abordada por Theo, el viudo del miembro original de Guardian, Green Ghost, por haber estado casado anteriormente con Omni-Man, y se marcha avergonzado. |   | |                |                |                         |
| 13 | 4 | «It's Been a While» «Hace mucho que no nos vemos»                                                         | Jason Zurek    | Helen Leigh    | 24 de noviembre de 2023 |
| En flashbacks, Nolan voló sin rumbo por el espacio después de abandonar la Tierra. Mientras contemplaba el suicidio en un agujero negro, salvó una nave Thraxan que estaba siendo arrastrada hacia él y fue nombrado su gobernante. En el presente, la ira persistente de Mark hacia Nolan empeora cuando se entera de la nueva esposa de Nolan, Andressa, y su hijo. Al comprender los sentimientos de su hijo, Nolan le pide ayuda para proteger a Thraxa, pero llegan tres soldados viltrumitas. Mientras lleva a Andressa y a su hijo a un lugar seguro, Mark descubre por ella que Nolan realmente se arrepiente de sus acciones y lo ama. Los Grayson derrotan a los soldados, pero resultan gravemente heridos. Posteriormente, Nolan es capturado y llevado de regreso a Viltrum para ser ejecutado mientras Kregg, un general viltrumita de alto rango, le encarga a Mark la misión original de Nolan de preparar la Tierra para su invasión o, de lo contrario, la destruirán. Mientras tanto, Debbie acepta que su relación con Nolan era mentira, deja de aceptar sus ingresos a través de Cecil y tira sus libros. En otra parte, Donald descubre pruebas de su muerte. Sospechando que tal vez no sea humano, se apuñala en el antebrazo a modo de prueba. Inicialmente aliviado al ver sangre roja, luego se da cuenta de que ha doblado la punta del cuchillo.                     |   | |                |                |                         |
| Parte 2 |   | |                |                |                         |
| 14 | 5 | «This Must Come as a Shock» «Esto te va a sorprender»                                                     | Haylee Herrick | Helen Leigh    | 14 de marzo de 2024     |
| Tras el ataque de los Viltrumitas, Mark pasa dos meses ayudando a Thraxa a reconstruirse antes de regresar a la Tierra con su hermano. En la GDA, Donald confronta a Cecil por su cuerpo. Cecil revela que recuperó con éxito el cerebro de Donald y lo colocó en un endoesqueleto robótico. Los Guardianes descubren una nave marciana con destino a la Tierra, lo que llevó a Shapesmith a revelar su identidad y la inminente invasión Sequid. Después de que Eve vuelve a comprometerse con el heroísmo con el apoyo de Rex, Cecil la recluta a ella y a Mark para unirse a la mayoría de los Guardianes para frustrar la invasión, pero se sienten abrumados. Al mismo tiempo, los miembros restantes de los Guardianes, Rex, Dupli-Kate y Shrinking Rae, se enfrentan a la Liga Lagarto después de capturar una base militar para rescatar sus misiles nucleares, lo que resulta en la muerte de Kate, Rae es devorada y Rex pierde una mano y es apuntado con una pistola. Rey Lagarto. En los créditos posteriores, Allen se recupera de sus heridas a pesar de que Thaedus terminó su soporte vital y se ha vuelto tan fuerte como un Viltrumita. Thaedus revela que es un Viltrumita rebelde y le encarga a Allen que reclute a Mark para ayudar a la Coalición contra Viltrum. |   | |                |                |                         |
| 15 | 6 | «It's Not That Simple» «No es así de sencillo»                                                            | Ian Abando     | Simon Racioppa | 21 de marzo de 2024     |
| Rex sobrevive al disparo y derrota al Rey Lagarto antes de que él y Rae sean recuperados y tratados por sus heridas. Los Guardianes escapan por poco de los Sequids y rescatan a la verdadera Rus. Debbie decide criar al medio hermano de Mark y lo llama Oliver. A pesar de sus sospechas hacia Cecil, acepta una niñera que él contrató para que la ayude a cuidarlo. Rick se recupera de ser un Reaniman, pero sigue traumatizado por la terrible experiencia. La relación de Mark y Amber se vuelve tensa cuando ambos se dan cuenta del precio que el trabajo de Mark como Invincible ha cobrado en sus vidas. Los sentimientos de Eve por Mark comienzan a resurgir. Mientras Amber habla con Eve, Mark habla con Rosenbaum, quien revela que Nolan escribió anteriormente varias novelas de ciencia ficción sin éxito, que Mark descubre que potencialmente revelan las debilidades de Viltrumites. Le transmite la información a Allen, quien le cuenta sobre Thaedus y la postura de la Coalición contra Viltrum. Rus regresa a casa pero es atacado por un Sequid escondido dentro de él. Kregg interroga a Nolan curado y encarcelado por su lealtad a la Tierra. Angstrom regresa a su Tierra natal. |   | |                |                |                         |
| 16 | 7 | «I'm Not Going Anywhere» «No me voy a mover de aquí»                                                      | Sol Choi       | Vivian Lee     | 28 de marzo de 2024     |
| Mark y Amber asisten a una convención de cómics cuando él se marcha para ayudar a Rex. Cecil da al Inmortal una licencia temporal y Rudy regresa como líder de los Guardianes. Donald descubre sus numerosas muertes y descubre que el original ordenó borrar los recuerdos; supera el trauma cuando ayuda a Rick a no suicidarse. Durante una cita, Mark se enfrenta a una agente Viltrumita, Anissa, que intenta convencerlo nuevamente para que la Tierra se una al Imperio de Viltrumita. Cuando Mark se va abruptamente para salvar un crucero de un kaiju, Anissa se une a él y lo mata sin esfuerzo, salvando a los pasajeros. A pesar de demostrar la debilidad de la Tierra, no logra convencer a Mark de que complete su misión, lo que resulta en una brutal paliza. Al final, ella lo perdona y se va. Después de romper con Amber, Angstrom llama a Mark mientras mantiene a Debbie y Oliver como rehenes. Anissa le dice a Kregg que no se puede convencer a Mark antes de enfrentarse a Allen que pasa, quien finge la derrota y se deja capturar. |   | |                |                |                         |
| 17 | 8 | «I Thought You Were Stronger» «Creí que eras más fuerte»                                                  | Tanner Johnson | Robert Kirkman | 4 de abril de 2024      |
| Mark regresa a casa para confrontar a Angstrom por el secuestro de Debbie y Oliver. Angstrom toma represalias enviando a Mark a numerosas dimensiones alternativas para debilitarlo. Debbie intenta convencer a Angstrom de que deje ir a Mark, pero él se niega, antes de ver los recuerdos de sus yoes alternativos y las acciones asesinas de Mark. Debbie ataca a Angstrom, quien le rompe el brazo y la golpea. Mark regresa y ve cómo golpean a su madre. Enfurecido por esto, Mark lucha contra Angstrom en múltiples dimensiones, lo golpea hasta convertirlo en un desastre sangriento y lo mata, pero termina varado en una dimensión desolada. Angustiado por sus acciones, Mark finalmente es rescatado por una versión futura de los Guardianes del Globo de su propia dimensión que lo envían a casa. Antes de que Mark se vaya, la futura Eve lo detiene y le confiesa sus sentimientos. El Inmortal descubre que la Kate original está viva y escondida y se reúne con ella, mientras dos arqueólogos descubren la tumba de Ka-Hor. A instancias de su yo futuro, Mark se encuentra con Eve pero no puede admitir sus sentimientos por ella. Allen es enviado a la prisión de Viltrumita. Nolan está retenido y le propone unirse a la lucha contra ellos. Nolan revela su culpa por sus acciones y admite que extraña a su esposa.                                                |   | |                |                |                         |

### Temporada 3 (2025)
| N.º en serie | N.º en temp. | Título                                                                 | Dirigido por   | Escrito por                   | Fecha de emisión original |
| --- | ------------ | ---------------------------------------------------------------------- | -------------- | ----------------------------- | ------------------------- |
| 18 | 1            | «You're Not Laughing Now» «Ya no te ríes tanto»                        | Jason Zurek    | Simon Racioppa                | 6 de febrero de 2025      |
| En los seis meses desde que Mark mató a Angstrom, ha continuado entrenando para ganar suficiente fuerza para competir con los Viltrumitas mientras evita a Eve. Mark y Rex Splode intentan evitar que dos ladrones roben la Declaración de Independencia, pero son detenidos por el hermano de Dupli-Kate, Multi-Paul, mientras intenta matar a Rex para vengar la muerte de su hermana. Dupli-Kate e Immortal regresan de su retiro, y Shrinking Rae regresa con los Guardianes. William y Rick alientan a Mark a invitar a Eve a salir, pero le advierten que no le cuente sobre su yo futuro. Sin embargo, Mark lo deja pasar, lo que lleva a Eve a rechazarlo. Doc Sísmico se escapa del confinamiento y secuestra a todos los superhéroes usando criaturas subterráneas gigantes. Mark y Eve intentan salvar a los héroes pero fallan, por lo que Cecil envía a Darkwing y al Reanimen de D.A. Sinclair para ayudar, con Darkwing recapturando a Doc Sísmico. Mark se enfada con Cecil por mentirle, así que va al Pentágono, pero Cecil lo atrapa en la Habitación Blanca, construida para mantenerlo a salvo de Mark. En la prisión de Viltrumita, Allen el Alien y Nolan se unen, y los Viltrumitas comienzan a hacerle pruebas a Allen para determinar la fuente de su nueva fuerza. |              |                                                                        |                |                               |                           |
| 19 | 2            | «A Deal with the Devil» «Pactar con el diablo»                         | Haylee Herrick | Helen Leigh                   | 6 de febrero de 2025      |
| Cecil recuerda cómo se convirtió en presidente de la GDA, con muchas de sus objeciones a las tácticas del presidente anterior de rehabilitar criminales en paralelo a las de Mark en el presente, y cómo desarrolló su código: debe hacer cualquier cosa para proteger el planeta. También recuerda conocer a Nolan y desconfiar de su intención de proteger realmente a la gente de la Tierra. En el presente, Mark se enoja porque Cecil le tendió una trampa y comienza a destruir a los soldados Reanimen a su alrededor. Cecil activa un dispositivo instalado en la cabeza de Mark modelado a partir de los gritos del kaiju atlante que le causa una gran cantidad de dolor y le impide volar. Mark, sintiéndose enojado y traicionado, escapa con los Guardianes y les pide ayuda. Cecil llega y ataca a Mark con los soldados Reanimen, por lo que los Guardianes acuden en ayuda de Mark. Robot bloquea con éxito la señal que lastima a Mark, mientras que Cecil desactiva el Reanimen, dándose cuenta de su error. Mark agarra a Cecil por el cuello y le advierte que nunca más se acerque a su familia. Los Guardianes también se separan, ya que Monster Girl, Rex Splode, Shrinking Rae, Bulletproof y Robot no confían en los métodos de Cecil después de lo que le hizo a Mark. Mark se une a Eve y deciden comenzar una relación. |              |                                                                        |                |                               |                           |
| 20 | 3            | «You Want a Real Costume, Right?» «Quieres un disfraz de verdad, ¿no?» | Sol Choi       | Jay Faerber                   | 6 de febrero de 2025      |
| Eve se muda de nuevo con sus padres y les da un ultimátum: no usará sus poderes en casa si sus padres no le dan la lata por ser una superheroína. Debbie comienza a desarrollar una relación con su colega Paul y le revela las identidades secretas de Nolan, Mark y Oliver, lo que enfurece a Mark. Mark recibe un nuevo traje azul de Art, mientras que Oliver obtiene el suyo y se da el nombre de "Kid Omni-Man". Mark le habla sobre la destrucción que causó Nolan y cómo pasará mucho tiempo y expiación antes de que lo perdonen. Oliver acepta no llamarse como Nolan. Luego, los dos detienen una fuga de prisión que Titán organizó para liberar al previamente capturado Multi-Paul para apaciguar a la Orden. Eve y Amber se conocen, y Eve les cuenta sobre su nueva relación con Mark. Más tarde, los gemelos Mauler irrumpen en un silo de misiles, planeando lanzarlo, e incapacitan a los Guardianes restantes. Mark evita que el misil explote, mientras que Oliver, en contra de los deseos de Debbie y Mark, mata brutalmente a los gemelos Mauler. Después, le revela a Mark su desprecio por el valor de la vida humana, creyendo que Nolan podría haber tenido razón. Mientras habla con Oliver sobre sus creencias, Mark nota un orbe flotante parecido a un dron que espía la casa de los Grayson, que detona en su mano cuando lo atrapa. Los drones pertenecen a Angstrom Levy, quien sobrevivió a su encuentro anterior con Mark y está vigilando su casa. |              |                                                                        |                |                               |                           |
| 21 | 4            | «You Were My Hero» «Has sido mi héroe»                                 | Ian Abando     | Tania Lotia                   | 13 de febrero de 2025     |
| Mark le pide a Rudy que analice el dron, que determina que se originó en la Tierra y fue creado por alguien con vastos recursos. Mark se enfrenta a Cecil, creyendo que él lo construyó, pero Cecil lo niega. Más tarde, durante una cita con Eve, Fightmaster y Dropkick reclutan a la fuerza a Mark y lo llevan a su futuro, creyendo que puede salvar su Tierra de su rey tiránico, Inmortal. Enloquecido por su inmenso poder e inmortalidad, culpa a Mark por su eventual abandono de la Tierra y exige que luche contra él hasta la muerte para traerle la paz. A regañadientes, Mark lucha y finalmente se ve obligado a matar a Inmortal. Al regresar al presente, un Mark conmocionado encuentra consuelo en Eve. Mientras tanto, Nolan se enfrenta a la ejecución hasta que Allen se libera, libera a sus compañeros de prisión, obtiene la ayuda de Battle Beast para defenderse de los Viltrumitas y finge la derrota para impulsar a Nolan a la acción. Después de escapar, Allen sugiere que huyan antes de que lleguen los refuerzos, pero Nolan revela que el Imperio Viltrumita ahora consta de menos de cincuenta miembros de sangre pura. |              |                                                                        |                |                               |                           |
| 22 | 5            | «This Was Supposed to be Easy» «Se suponía que esto era fácil»         | Tanner Johnson | Helen Shang                   | 20 de febrero de 2025     |
| Después de que Mark sugiere que él y Eve consigan su propio apartamento, ella ofrece los servicios de Invincible a una prisión de supervillanos. Más tarde, Debbie envía a la pareja en busca de Oliver, de quien descubren que se ha hecho amigo de dos niños mientras los defiende de los acosadores. Mientras tanto, Titan es presionado por el Sr. Liu, un compañero jefe del crimen y líder de una organización criminal llamada La Orden, para que libere a Multi-Paul o Liu matará a su familia. Titan manipula a Liu para que lo ayude antes de que ataquen la prisión donde se encuentra Multi-Paul. Mientras luchan contra Mark y Eve, Multi-Paul escapa mientras el secuaz de Titan, Isotope, libera a Machine Head, quien le dispara a Liu. Después, Mark y Eve deciden llevar su relación a un ritmo lento. Machine Head asume el control de la Orden y le otorga a Titan su autonomía, sin saber que Liu sobrevivió. |              |                                                                        |                |                               |                           |
| 23 | 6            | «All I Can Say Is I'm Sorry» «Solo puedo decirte que lo siento»        | Jason Zurek    | Ross Stracke y Simon Racioppa | 27 de febrero de 2025     |
| Después de presenciar la muerte de su hermana y sobrina durante la pelea de Mark y Nolan en Chicago, el científico de la GDA Scott Duvall roba tecnología capaz de convertir energía cinética en poderes eléctricos y desafía públicamente a Mark. Deseando tomarse la noche libre para celebrar el cumpleaños de William, Mark ignora a Scott mientras Shapesmith responde a su desafío. Scott derrota a Shapesmith y huye con su esposa Becky y su hijo Jack, temiendo represalias de la GDA. Mientras Rudy trabaja con Monster Girl para evitar que sus poderes rejuvenezcan su cuerpo cuando los usa, Rae le confiesa a Rex que planea retirarse del trabajo de superhéroe, lo que él acepta antes de besarse. En medio de un memorial por la masacre de Chicago, Scott toma el nombre de "Powerplex" e intenta atraer a Mark nuevamente, pero es derrotado y capturado por Eve. No obstante, Scott escapa y regresa con Becky, quien le sugiere que finja secuestrarla a ella y a Jack y usarlos como cebo. Mark intenta convencer a Scott, pero Scott mata accidentalmente a su familia mientras intenta luchar contra Mark. Mark captura a Scott una vez más mientras Scott jura vengarse de él. En otro lugar, Angstrom reúne a varias de las variantes multiversales de Mark. |              |                                                                        |                |                               |                           |
| 24 | 7            | «What Have I Done?» «¿Qué he hecho?»                                   | Haylee Herrick | Robert Kirkman                | 6 de marzo de 2025        |
| Angstrom inicia su plan enviando a sus variantes Invincibles para destruir la Tierra. La GDA, los Guardianes y los héroes de la Tierra se ven abrumados mientras luchan contra ellos y sufren grandes pérdidas. Eve está incapacitada hasta que Cecil interviene con su Reanimen, mientras que Rex se sacrifica para salvar a Rudy, Monster Girl y Bulletproof. Darkwing II se presume muerto, mientras que Immortal y Shapesmith están heridos. Cuando los Invincibles sobrevivientes se vuelven contra Angstrom, los atrapa en una dimensión desolada de la Tierra antes de luchar contra Mark. Mark pronto domina a Angstrom y casi lo mata, pero escapa usando un portal hacia los Técnicos, cirujanos cibernéticos avanzados que lo curaron anteriormente. Angstrom les ordena que arreglen sus heridas, pero se niegan, exigiendo que se someta a su voluntad para el tratamiento. Después del ataque de Angstrom, un anciano enviado Viltrumite llamado Conquest llega para inspeccionar la subyugación de la Tierra por parte de Mark para el Imperio Viltrum y se desilusiona por la falta de progreso de Mark. Devastado por el daño y las muertes que causó indirectamente, Mark enfurecido ataca a Conquest. |              |                                                                        |                |                               |                           |
| 25 | 8            | «I Thought You'd Never Shut Up» «Creía que no ibas a callarte nunca»   | Sol Choi       | Robert Kirkman                | 13 de marzo de 2025       |
| Mientras Mark y Conquest se enfrentan en combate, Oliver y Eve intentan intervenir, pero quedan incapacitados. Sin embargo, Eve libera temporalmente sus bloqueos mentales, lo que le permite reconstruir su cuerpo y quemar la piel de Conquest antes de que Mark lo derrote y aparentemente lo mate. Mark despierta en el hospital, donde Debbie se disculpa por traerlo a este mundo, aunque Mark dice que no la culpa. En el funeral de Rex, Rudy cambia su nombre a Rex en su honor. Mientras el mundo se reconstruye, Livingston reúne un ejército de humanos poseídos por Sequid, un grupo de extraterrestres encuentra a Battle Beast y los Técnicos comienzan a usar Angstrom para reclamar un nuevo mundo. Cecil le revela a Donald que ha capturado a Conquest en coma y lo ha encerrado en una prisión subterránea con la intención de interrogarlo sobre el Imperio Viltrum. Mark le dice a Oliver que tenía razón al matar gente, prometiendo hacerlo con cualquiera que amenace a su familia. Darkblood se reúne con un señor demonio para ayudarlo a reinstaurarse como gobernante del Infierno explotando a un ser poderoso en la Tierra. |              |                                                                        |                |                               |                           |

## Producción

### Desarrollo
El 4 de abril de 2017, se anunció que Universal Pictures estaba desarrollando una película de acción real sobre Invincible. También se reveló que Evan Goldberg y Seth Rogen serían los directores de la película luego de su colaboración en la serie de televisión de AMC Preacher. También se reveló que la película tendría clasificación R, para mantener su fidelidad a la serie de cómics. Skybound Entertainment y Point Grey Pictures producirían la película. Sin embargo, cuando se anunció la serie, la película permaneció en pausa, hasta que el 26 de enero de 2021, se reveló que la película todavía estaba en desarrollo y existiría separada de la serie. En una entrevista de 2023, Rogen declaró que la serie animada ha tenido una fuerte influencia en la versión cinematográfica de acción real en desarrollo con Universal, que esencialmente se está desarrollando como una versión de acción real de la serie animada.
El 11 de agosto de 2017, Robert Kirkman firmó un acuerdo con Amazon Studios para desarrollar varias series para Amazon Prime Video, con su empresa Skybound Entertainment. Sin embargo, se reveló que las series que ya se encuentran en producción o desarrollo con otros estudios, no serán desarrolladas para Prime Video. Kirkman reveló que estaba interesado en desarrollar una serie de la serie de cómics Invincible, pero eso no sería posible en este momento porque Universal estaba desarrollando una película basada en la serie de cómics.
El 19 de junio de 2018, se anunció que Amazon Studios había solicitado la producción de una primera temporada de ocho episodios. Simon Racioppa se desempeña como showrunner de la serie, basada en el cómic del mismo nombre de Robert Kirkman quien también se desempeña como productor ejecutivo junto, David Alpert y Catherine Winder.

### Casting
En enero de 2019, Steven Yeun, J. K. Simmons, Sandra Oh, Mark Hamill, Seth Rogen, Gillian Jacobs, Andrew Rannells, Zazie Beetz, Walton Goggins, Jason Mantzoukas, Mae Whitman, Chris Diamantopoulos, Malese Jow, Kevin Michael Richardson, Grey DeLisle y Max Burkholder se unieron al elenco de la serie. El 18 de julio de 2020, Kirkman confirmó el casting en un video en vivo por Twitter.

### Animación y secuencia de apertura
Cuando se confirmó que el programa estaba animado, se confirmó que Wind Sun Sky Entertainment y su empresa asociada, Skybound North, coproducirían y animarían la serie.
La secuencia del título de la serie se reconoce al aparecer justo donde un personaje habría dicho "Invencible" por primera vez en cada episodio. Sin embargo, la secuencia del título también se vuelve más sangrienta con cada episodio. El creador de Invincible, Robert Kirkman, reveló que quería representar los días oscuros que se avecinan mediante el uso de tarjetas de título cada vez más sangrientas. Simon Racioppa reveló que quería que cada episodio fuera diferente de los anteriores para convencer a la audiencia de no saltárselo. El estilo de animación toma prestado el aspecto de los dibujos animados de los sábados por la mañana de principios de la década de 2000.

### Música
El 2 de diciembre de 2020, se reveló que John Paesano compondría la partitura de la serie.

## Lanzamiento
El 8 de octubre de 2020, durante un panel en la ComicCon de Nueva York se lanzó oficialmente el primer avance de la serie. El 22 de enero de 2021, durante una transmisión en vivo que celebraba el decimoctavo aniversario de la publicación del primer número, Kirkman reveló que la serie debutaría el 26 de marzo del 2021, con los primeros tres episodios. Los episodios restantes se lanzarán semanalmente a partir de entonces. El 19 de febrero de 2021, se lanzó en Internet el primer avance completo de la serie.

## Recepción
El agregador de reseñas Rotten Tomatoes reportó una aprobación del 96% del rating con una calificación promedio de 7.79 / 10, basada en 54 reseñas. El consenso crítico del sitio web dice: «Con animación audaz, acción sangrienta y un elenco de estrellas liderado por el encantador Steven Yeun, Invincible adapta inteligentemente su material original sin sacrificar su perspectiva matizada sobre el precio de tener superpoderes». Metacritic; que utiliza un promedio ponderado, asignó una puntuación de 73 sobre 100 sobre la base de 16 críticas, lo que indica "revisiones generalmente favorables".La segunda temporada tiene un índice de aprobación del 100% basado en 37 reseñas, con una puntuación promedio de 8,5/10, el consenso del sitio dice: "Aún tan vigorizante como un puñetazo en la cara y estimulante con su vívida construcción del mundo, Invencible es prácticamente inmune a audiencias decepcionantes en esta excelente segunda temporada".